# Martinus Johannes Mulders
Martinus Johannes Mulders (Tiel, 10 juli 1877 - Wijchen, 22 juni 1939) was een Nederlands politucus en burgemeester.
Mulders was zoon van Johanna Vermeulen en Wouter Mulders.
Mulders nam in 1915 zitting in de raad van Zutphen en was van 1919 tot 1928 wethouder van onderwijs in de gemeente Zutphen. In 1928 werd Mulders benoemd tot burgemeester van Gendt. In 1929 stond hij op de lijst van de Roomsch-Katholieke Staatspartij (RKSP) voor de Tweede Kamer. Bij Koninklijk besluit van 6 oktober 1933 werd hij per 16 oktober 1933 benoemd tot burgemeester van Wijchen en werd hem eervol ontslag verleend als burgemeester van Gendt. Mulders overleed op 22 juni 1939 aan de gevolgen van een hartverlamming, ten tijden van zijn overlijden was hij nog burgmeester van Wijchen.